# Macrostylis lacunosa
Macrostylis lacunosa là một loài chân đều trong họ Macrostylidae. Loài này được Mezhov miêu tả khoa học năm 2004.